# Escala de Bennett
L'escala de Bennett ha estat usada per mesurar les actituds personals envers la diversitat cultural. Va ser creada per Milton Bennett, qui li va donar nom.
El grau més baix indica la negació de tota diferència, usualment per desconeixement d'altres cultures o per una visió massa estereotipada de pràctiques de diferents comunitats. Quan hom esdevé conscient de l'existència de les diferències, pot passar a la fase defensiva, on es practica un etnocentrisme absolut que considera la pròpia cultura com a superior a totes les altres. Posteriorment es passen a analitzar els punts comuns, de manera que es minimitzen i relativitzen les diferències, concebudes com a molt menors comparades amb allò universal de l'ésser humà. Una anàlisi més a fons permet situar-se a la fase de tolerància, quan es constaten les diferències culturals i es desitja saber més de les altres cultures, sense que es transformi la pròpia. Si el contacte amb individus d'altres comunitats és freqüent, es pot aprendre a adaptar la conducta a les exigències de la diversitat cultural per garantir una millor comunicació. El darrer estadi correspon a una cultura híbrida, on el subjecte pot comprendre les diferències i adaptar-s'hi sense judicis de valor negatius, un estadi necessari per a la interculturalitat.